# 日本画
日本画（にほんが）は、日本の伝統的な様式を汲んだ絵画である。明治期に洋画が発展するなかで生まれた概念。多くは岩絵具や和紙、絵絹などの伝統的材料や技法が用いられる。彩色画と水墨画に分けられる。
狭義では、明治維新から第二次世界大戦終結までの77年間において、油彩に依らず、毛筆画や肉筆画など旧来の日本の伝統的な技法や様式の上に育てられた絵画を指す。これに対して、油絵は「洋画」と呼ばれていた。
広義では、明治維新前の物や、第二次世界大戦後の物にも拡張して呼ぶこともある。その場合、中国に由来しながらも主題や様式において日本的特徴を持つ物を意味するのか、あるいは油彩技法が到来する以前に日本で制作された図画一般まで指すのか、定義があいまいなまま使われることも多い。
現代の日本画家は戦後の大学教育を受けており、西洋由来のデッサンを基に日本画科に進学し、日本画家を名乗る場合が多い。明治以前の伝統的な日本美術に通ずるカリキュラムは受けておらず、江戸以前の日本美術との直接的なつながりはあまり見受けられない。
現代の日本画は岩絵具の使用によって定義されることが多い。ただし、現在使用される岩絵具はそのほとんどが近代以降に開発されたものであり、伝統的なものではない。粒子径や原料の産地なども全く異なっており、膠の成分、濃度なども古来とは全く違うものとなっている。また、伝統的な岩絵具は古来から世界的にも広く使用されており、現在でも東アジア文化圏に広く普及しており、日本に固有のものとは言い難い。
現代における日本画と洋画の違いはほとんどその材料のみによっており、視覚的にもほとんど同じような画面に見えることが指摘される。そのため昭和初期から「日本画滅亡論」なるものが唱えられ続けている。 

## 日本画の誕生
奈良時代から平安時代にかけて、中国や朝鮮半島などから渡来した技法や様式、あるいはそれに倣い日本で描かれた図画が「唐絵」と呼ばれた。これに対して日本的な主題を描くものが産まれ、「大和絵」と呼ばれた。その後、「漢画」に対する「和画」や、「唐画」に対する「和画」などと、呼び方やその区分は時代によって異るが、海外から新しく流入した画風に対し、旧来のものを日本の伝統的なものと考えるパターンは繰り返されていた。
「日本画」は、1870年代にヨーロッパからもたらされた油彩画すなわち西洋画（または「洋画」）に対して、それまでの日本にあった図画に対して用いられた用語である。
1876年、明治政府は西洋画法を学ぶため、イタリアからアントニオ・フォンタネージを招き、工部美術学校を創立した。浅井忠らがその第1期生であった。その2年後の1878年にフォンタネージは帰国。明治初期の画壇は日本の伝統絵画が低調であったのと重なり、西洋画への転向が進んだ時期であった。一方、アメリカ合衆国からアーネスト・フェノロサが来日し、東京帝国大学で哲学などを教えた。
フェノロサが日本の美術に強い関心を示し、評価したことは有名である。フェノロサが1882年に龍池会で行った講演『美術真説』で使った Japanese painting の翻訳が「日本画」という言葉の初出である。この講演でフェノロサは次のような点を日本画の特徴として挙げ、優れたところと評価している。
1. 写真のような写実を追わない。
2. 陰影が無い。
3. 鉤勒（こうろく、輪郭線）がある。
4. 色調が濃厚でない。
5. 表現が簡潔である。

フェノロサの通訳を勤めており助手であった岡倉覚三（のちの天心）らはこれに大きく力づけられ、1889年に東京美術学校（後の東京藝術大学）を開くと、西洋画の教育を排し、絵画としては橋本雅邦らを教師として日本画科をのみ設けた。第1期生には横山大観らがいる。
西洋画を教えていた工部美術学校は、これに先立ち1883年に閉鎖されている。
岡倉は1890年には東京美術学校の校長にもなるが、1898年に職を追われ、横山らと日本美術院を作った。岡倉らが東京美術学校、日本美術院で育てようとした日本画は旧来の技法や様式を守るだけのものではなく、西洋画から採り入れるものを採り、それと対抗できるような日本の絵画であった。
橋本雅邦は兄弟子狩野芳崖とともに狩野派の出身でありながら、独自の画風を拓こうとした画家であったし、横山も新しい技法を開発している。
フェノロサが最初に使った「日本画」という言葉は、西洋から渡来した油彩画に対して、それまでに日本にあった図画全般を単に指すものではなく、中国や朝鮮半島に由来しながらも、日本の中で熟成、独自に発展した様式について言っているものとされる。しかし、これに発して岡倉らが育てて現在に至る日本画はそれとも異り、洋画の対抗勢力としてその後に発達したものである。その意味では日本画は明治維新以降のものであり、戦前の横山大観が日本画家であっても、安土桃山時代の狩野永徳は日本画家ではない。
英国から独立を果たし、南北戦争を経て安定したアメリカ合衆国では、1876年にボストン美術館が設立された。フェノロサは1890年に帰国後その初代日本部長となり、岡倉はその後を引き継いで1910年、ボストン美術館中国・日本美術部長となる。
日本における洋画と日本画はその後、互いに影響を与えながらも対抗的に併存、発展してきた。しかし今日では、主題や様式において、その境界を定めることが可能な画学知識として体系化されておらず、美術大学等、画壇等、識者間においても違いは画材に依存する経験論しか理解されていない現状とも言える。

## 日本画教育
日本の、芸術系学科以外の高等学校までの美術教育では日本画を教えることはまずない。画材が高価であること、専門の教員の確保が難しいことも理由のひとつであろう。もっとも、油彩画も義務教育では教えられていない。比較的容易な水彩を教えるのが一般的である。また美大の日本画科の入学試験は鉛筆による鉛筆デッサン、水彩絵具による静物着彩で行われる。モチーフとなるものは、石膏像、静物、人物（女性）また文章やモチーフから想像を膨らませて制作する想定デッサン（または着彩）がある。これらは当然近現代に設定されたものであり、やはり江戸以前の日本美術に見られる造形言語とは隔たりがある。

## 制作方法
日本画の制作には様々な種類の岩絵具を主として若干の有機色料を併せ用いる。胡粉などの顔料、膠、硯、墨、絵絹、和紙、刷毛、付立筆や彩色筆等の筆、陶磁器の筆洗（ひっせん）などが必要である。
和紙と並んで日本画の重要な底材は、絵絹という絹織物である。また、和紙などに描かれた絵を紙本（しほん）といい、絵絹を底材とした絵は絹本（けんぽん）または絹絵と称される。
日本画は絹布や和紙、板類で作られた画面の全面に色が散らないように水・膠・明礬を溶いた礬水を刷毛でひいてから、鉱物を砕いて作った岩絵具や動植物から抽出した顔料を膠で溶いて作った絵具、墨などを用いて描いていく場合が多い。
アカシア樹脂による水性絵具（水彩）よりも溶解しない性質があり、何度も絵具を薄く重ねて制作することが可能であるという特徴を持つ。近年では、油彩画の影響を受け、絵具を厚く塗り重ねた表現や抽象的描画など、いわゆる伝統的な技法にとらわれない表現技法もみられる。別の見方をすれば、そもそも伝統的な技法を学ぶ機会はほとんどないとも言える。

### 伝統的とされる方法
顔料は、粗製ゼラチン水溶液で練成して用いる（溶いて使う）。
岩絵具のなかで緑青は青一番から青三番くらいまで（番号は粒子の大きさ。番号が大きいほど細かい）、紺青、群青のようなその他これに類する粗さの、俗に砂絵具というほどのものは、ほとんど膠水だけで溶かし、深皿に絵具よりも多い膠水を入れ、羊毛のようなやわらかい筆で絵具をすくうようにして画面に塗る。きわめて粗い岩ものならば一粒一粒を画面にならべてゆく。乾くのを待って色調の出るまで何回でも重ね塗りをする。岩絵具は、2回目ははじいてうまくつかないことが多いが、そのような場合は溶いた絵具にハッカ油かゴマ油を一滴落とすという手法が存在するが、熟練の技術を要する。
岩絵具で群青の薄群、白群、緑青の白一番から白緑までの粉状のものは、皿の絵具に膠水をまぜて、中指で十分磨り、何回か水を少量加えて適当な粘稠度にして使う。どのような色であっても、一度に濃い色を塗るとまだらになって、画面を汚すから、うすめて二度三度と塗り重ねるようにする。土絵具その他は、この方法で溶いて使用する。
胡粉（ごふん）は、溶き方が不用意であると、塗ってから剥落したり、鮮やかな色沢を出すことなどできなかったりする。水飛が十分に細密な胡粉であれば、最上か一番胡粉で丁寧な錬磨をすれば心配ない。たくさん使う時は、乳鉢で胡粉をよくすり、まずごく少量の膠液を加えよくすり、また膠液を入れてすり、と、これを三、四回くりかえせば、胡粉と膠液がよく融和し粘りが出てもう乳棒が動かないほどになる。これに水をすこしずつ加え、適当な濃さにする。またこれを別の皿に少し移し、水を加え溶きゆるめ、淡く塗る。
また胡粉は、団子にして保存し、使用時に溶かしてつかう方法もある。膠液は、膠4gにたいして水30ccくらいで煮沸し、よく溶けるのを待ち、用布で濾す。水絵具は、膠液をいれず皿ですり、指ですって水を滴下してうすめてつかう。
藍（あい）は、膠液を数滴、皿に注ぎ、これを磨り、火でかわかし、水に滴して指で溶く。洋紅は、膠液少量を皿にいれ洋紅を磨り、水をくわえる。代赭は、膠液を皿にそそぎ、磨り、火であぶってかわかし、水をすこしずつ加えて指で溶く。藤黄は、水を数滴皿にそそげば鮮黄色になるが、使用時に膠液をくわえればなおよい。
臙脂（えんじ）は、綿にひたしてあるから、綿を使用分切り取り、皿に入れ、熱湯を少し加え、あぶら分の無い杉箸などで強く搾れば、濃赤色の液汁が出る。これを用紙か用布で濾し、滓を取り去り、湯煎にしかわかして使う。湯煎前に酒を一滴たらすと色が乾燥せず、潤いを保つという。湯煎にした皿の絵具を使うのは、筆に水をふくませ、必要分だけを皿で溶き、この場合、膠を少量加えることもある。臙脂は、浸透性が強く、塗り方は難しく、熟練した技術を要する。臙脂は胡粉（膠液で正式に溶いたものがよい）をごく少量加えれば、色沢を失わない。

## 種類
- 大和絵
- 唐絵・水墨画・南画
- 洋風画
- 浮世絵などの風俗画

## 流派
- 狩野派
- 円山派

## 技法
- 没骨法
- 箔
- 礬水引き（どうさびき）
- 具墨
- 鉄線

## 画壇
- 日本美術院
- 創画会
- 日展